# Dracula prisonnier de Frankenstein
Pour plus de détails, voir Fiche technique et Distribution.
Dracula prisonnier de Frankenstein (Drácula contra Frankenstein) est un film fantastique franco-hispano-liechtensteino-portugais écrit et réalisé par Jess Franco, tourné vers la fin de l'année 1971 en extérieur, en Espagne (au château de Santa Barbara à Alicante) et au Portugal (dans la ville de Sintra et au Palácio dos Condes de Castro Guimarães à Cascais), et sorti en 1972.
Il s'agit du troisième film de vampire du réalisateur, après Les Nuits de Dracula  et Vampyros Lesbos, et du premier d'une série de films « gothiques », réalisés entre fin 1971 et avril 1972, comprenant également La Fille de Dracula et Les Expériences érotiques de Frankenstein - série que certains commentateurs considèrent comme une trilogie .

## Synopsis
Dans une petite ville, la fille d'un aubergiste est mordue par le comte Dracula. Pour qu'elle ne devienne pas une vampire, le docteur Seward lui enfonce une aiguille dans l’œil. Puis il se rend en plein jour dans le château du comte et profite du sommeil du vampire pour lui enfoncer un pieu dans le cœur. Plus tard, le docteur Frankenstein, accompagné de son serviteur, s'installe au château. Le docteur souhaite dominer les non-morts pour conquérir « le monde mystérieux de l'infini » et asservir les humains à l'aide d'« une armée des ombres ». Il commence par réanimer sa Créature. Une fois sortie du laboratoire, la Créature enlève une chanteuse de cabaret que le docteur saigne à mort en procédant à une sorte d'exsanguino-transfusion. Grâce au sang de la chanteuse, Frankenstein ressuscite Dracula. Au même moment, dans les souterrains du château et à l'insu de tous, une femme vampire sort de son cercueil. Elle agresse une devineresse gitane. De son côté, Dracula est sous la domination de Frankenstein : à sa demande, il mord une patiente de Seward, elle devient une vampire et, ensemble, ils agressent un couple. Ayant compris que le comte est de retour, Seward retourne au château, mais en chemin, il est attaqué par la Créature de Frankenstein. Blessé, il est recueilli par des gitans et soigné par la devineresse. Elle lui dit que Dracula a repris « forme et puissance », que désormais « son esprit est prisonnier de Frankenstein », qu'une nuit, quand la lune sera pleine, lui, Seward, vaincra avec l'aide du loup-garou et libérera les gitans de l'emprise exercée sur eux par le vampire. La nuit annoncée survient. La devineresse meurt en rappelant à Seward sa prophétie. La femme vampire tue le serviteur de Frankenstein. Le loup-garou surgit et affronte la Créature. Sous la forme d'une chauve-souris, la femme vampire poursuit le docteur Frankenstein jusque dans son laboratoire. Il parvient à se débarrasser d'elle en l'emprisonnant dans un arc électrique. Puis il détruit les autres vampires, ainsi que sa propre Créature. Lorsque Seward et les gitans arrivent au château, ils constatent que les vampires ne sont plus que des squelettes gisant dans leurs cercueils. Frankenstein, lui, a disparu... 

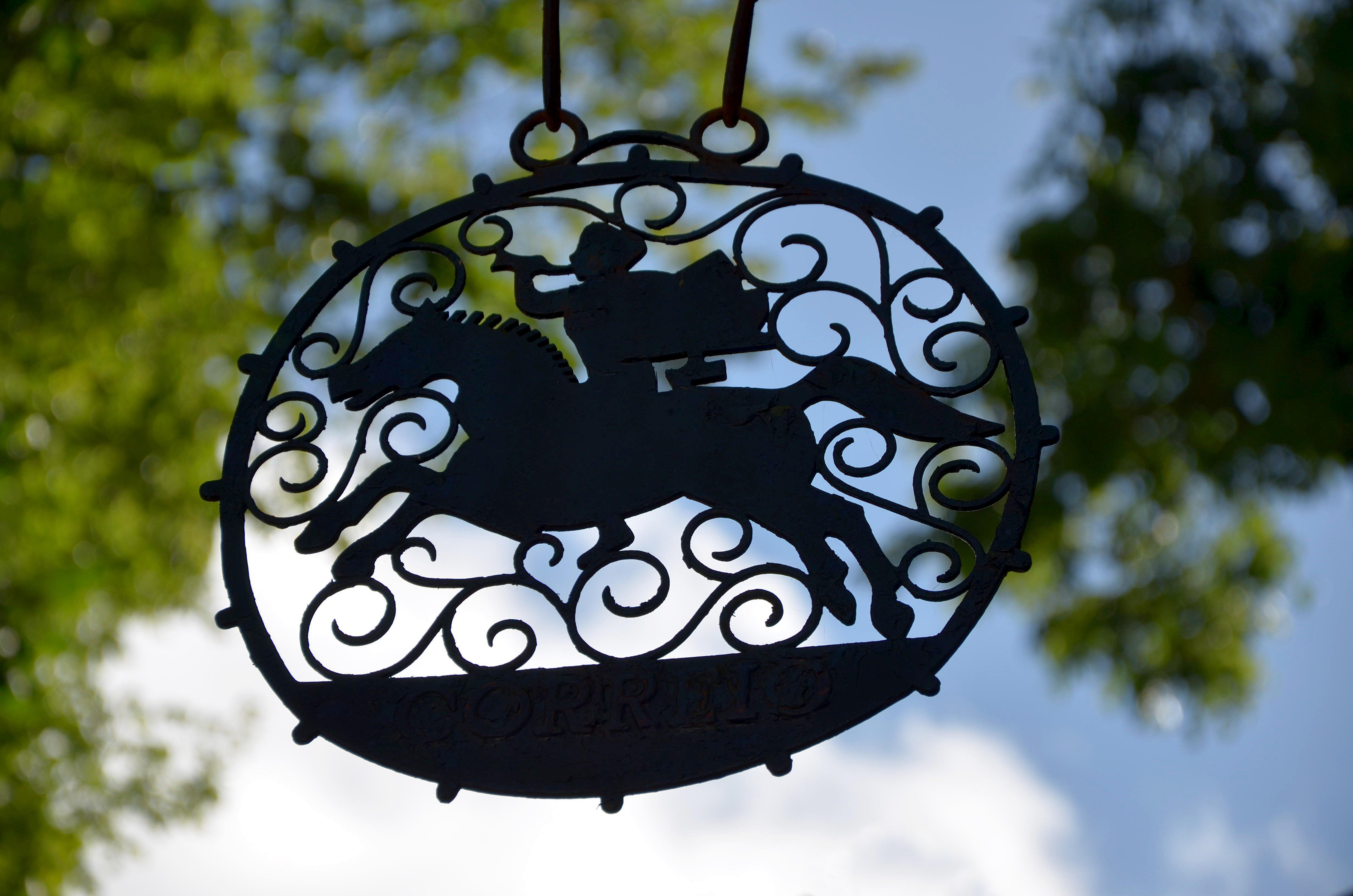
L'enseigne de la poste de Sintra (photographie prise en mai 2013 par marek7400). Dans Dracula prisonnier de Frankenstein, Franco l'utilise comme enseigne d'auberge.

## Fiche technique
- Titre original : Drácula contra Frankenstein
- Titre français : Dracula prisonnier de Frankenstein
- Réalisation et scénario : Jesús Franco
- Montage : María Luisa Soriano
- Musique : Bruno Nicolai et Daniel White
- Photographie : José Climent
- Production :  Robert de Nesle et Luis Lasala
- Sociétés de production et distribution : Fenix Film (Espagne), CFFP (France), Interfilme (Portugal) et Prodif Ets (Liechtenstein)
- Pays de production :  Espagne,  France,  Portugal,  Liechtenstein
- Langue originale : espagnol
- Format : couleur
- Genre : fantastique
- Durée : 85 minutes
- Dates de sortie : 
  - Espagne : 4 octobre 1972
  - France : 17 octobre 1972
  - Portugal : 4 mars 1974

## Distribution
- Howard Vernon : Dracula
- Dennis Price : le docteur Rainer von Frankenstein
- Alberto Dalbes : le docteur Jonathan Seward
- Geneviève Robert (créditée sous le nom de Geneviève Deloir) : la devineresse
- Carmen Yazalde (créditée sous le nom de Britt Nichols) : la femme vampire
- Paca Gabaldón (créditée sous le nom de Mary Francis) : la patiente du docteur Seward
- Luis Barboo (crédité sous le nom de Luis Bar Boo) : le serviteur de Frankenstein
- Fernando Bilbao : la Créature de Frankenstein
- Josyane Gibert (créditée sous le nom de Josiane Gibert) : la chanteuse de cabaret
- Anne Libert : la première victime de Dracula
- Brandy : le loup-garou
- Eduarda Pimenta : la femme du couple agressé par les vampires
- Antonio de Cabo (non crédité) : l'homme du couple agressé par les vampires
- Daniel White (non crédité) : Danny, l'aubergiste

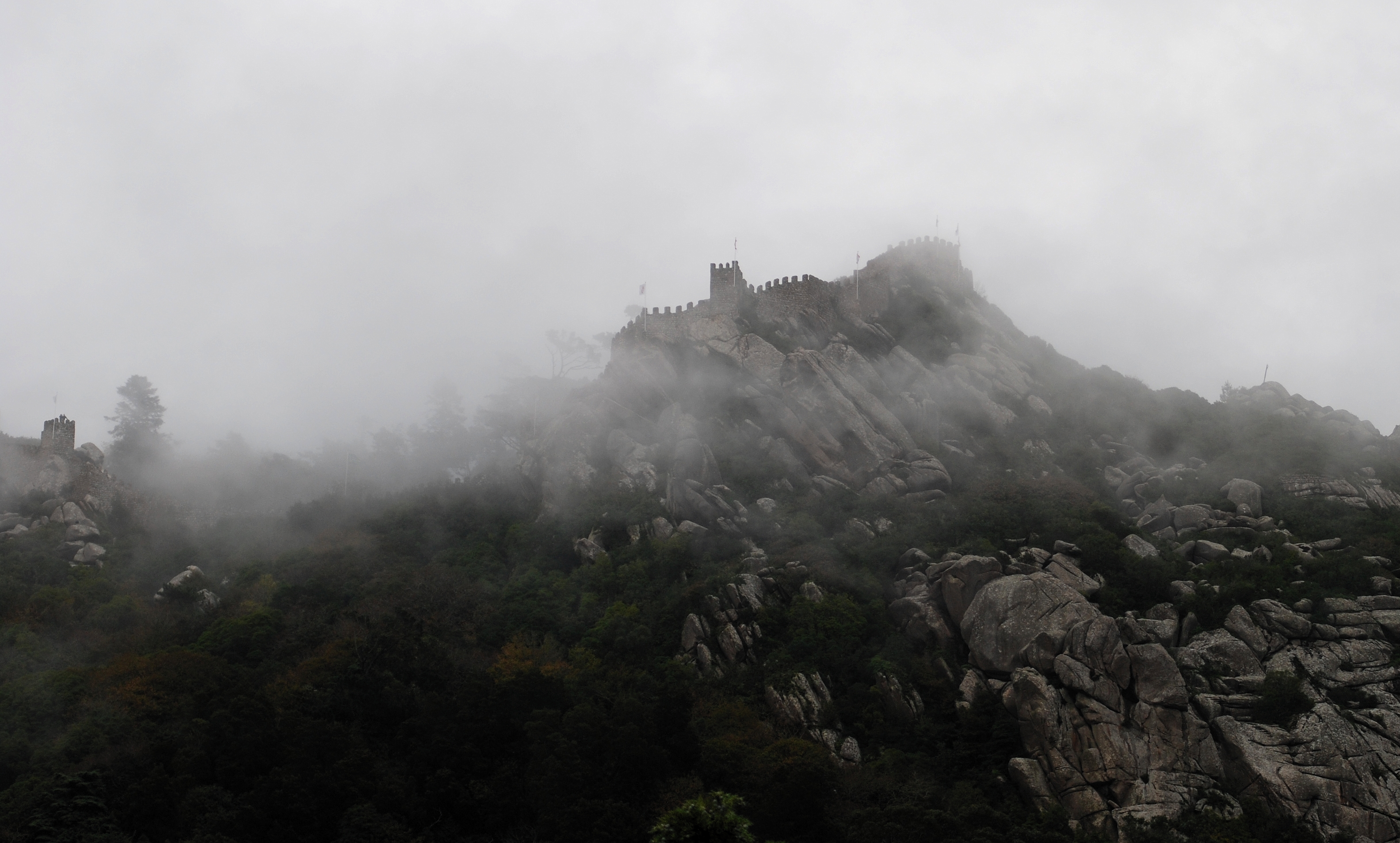
Le château des Maures à Sintra (photographie prise en novembre 2012 par Alvesgaspar). Quarante-et-un ans avant que cette photo ne soit prise, Franco a filmé l'édifice dans la brume et en contre-plongée pour en faire l'une des façades du chateau de Dracula.

## Genèse et développement
Franco conçoit Dracula prisonnier de Frankenstein en réaction contre Les Nuits de Dracula qu'il avait tourné deux ans plus tôt.
Alors qu'il s'était efforcé d'être fidèle au roman de Bram Stoker dans le film de 1969,, Franco prend ici beaucoup de libertés à l'égard de ses sources littéraires : Frankenstein se prénomme Rainer et non plus Victor, il s'intéresse au monde surnaturel au lieu de vouloir percer les secrets de la nature ; Dracula ressemble par moments à un « pantin de ventriloque » ; le docteur Seward se prénomme Jonathan et non plus John, il est à la fois directeur de clinique psychiatrique (comme le personnage de Bram Stoker) et chasseur de vampires (comme l'était Van Helsing dans le roman) ; Renfield devient un personnage féminin jamais nommé pendant le film (la patiente de la clinique que les commentateurs appellent Maria,,,). Et le cinéaste fait délibérément en sorte qu'on ne comprenne pas très bien dans quel lieu ni à quelle époque se déroule l'action : par exemple, le docteur Seward se déplace en calèche, mais le chauffeur de Frankenstein conduit un corbillard moderne et une Mercedes.
Franco retient néanmoins du roman de Bram Stoker un élément qu'il avait été contraint de réduire lors du montage du film précédent : les gitans qui vivent sous l'emprise de Dracula. « Il y a, déclare-t-il dans un entretien donné peu de temps avant la réalisation de Dracula prisonnier de Frankenstein, tout un monde que j'avais filmé et qui apparaît à peine dans Les Nuits de Dracula : les rapports - que je trouve passionnants dans le roman - entre Dracula et les gitans. J'avais tourné tout ce qu'il y a dans le roman, cette présence constante des gitans autour du château. [...] [Mais], comme le film avait une durée d'à peu près deux heures, les [producteurs] américains ont voulu le raccourcir [...]. Et ce sont les gitans qui ont sauté. »

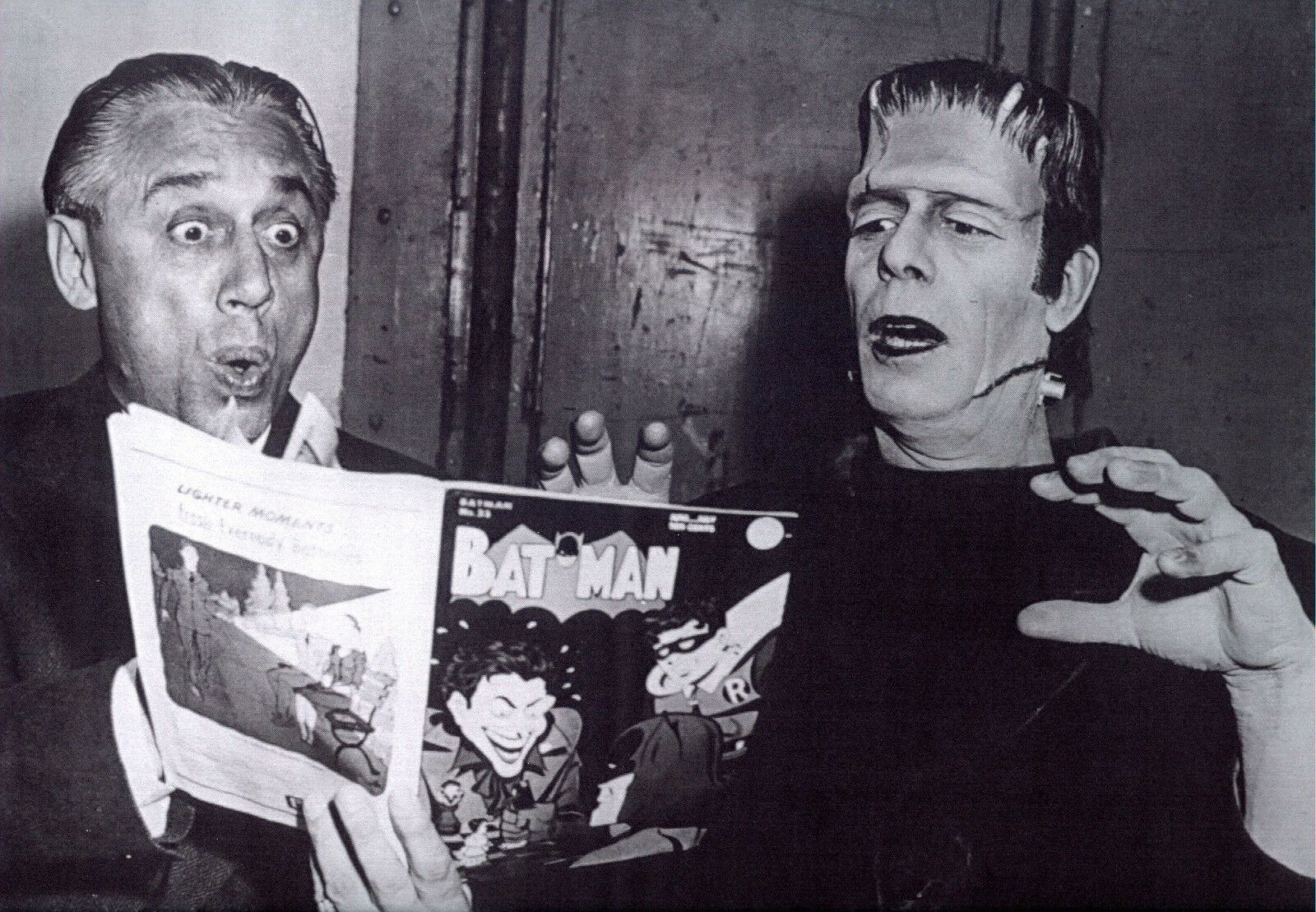
Photographie prise en 1944 pendant le tournage de La Maison de Frankenstein : à gauche, Paul Malvern, le producteur ; à droite, Glenn Strange, l'acteur qui interprète la Créature de Frankenstein. Avec Dracula prisonnier de Frankenstein, Franco a voulu faire un film « dans l'esprit d'une bande dessinée » pour rendre hommage aux productions Universal qui réunissaient les monstres emblématiques du studio.

Il choisit également d'adopter un ton opposé : Les Nuits de Dracula est, pour reprendre les mots du cinéaste, un film délibérément « en demi-teinte, comme le roman », pas du tout « un film délirant ». « Je me suis tellement donné de mal pendant le tournage des Nuits de Dracula que je m'étais promis de me défouler une fois ce film terminé. Avec Dracula prisonnier de Frankenstein j'ai voulu rompre totalement avec le film précédent. J'ai donc écrit un scénario absolument différent, tout à fait dans l'esprit d'une bande dessinée. On peut raisonnablement dire que c'est une BD ! » C'est un film délibérément « délirant », réalisé en « hommage direct » aux deux films d'Erle C. Kenton qui réunissent Dracula, la Créature de Frankenstein et le loup-garou (trois monstres emblématiques du studio Universal) : La Maison de Frankenstein et La Maison de Dracula.
Mais, comme le remarque Stephen Thrower, Franco revient « à une tradition encore plus ancienne que celle du film d'épouvante tel qu'on le concevait dans les studios de la Universal, puisque Dracula prisonnier de Frankenstein est quasiment un film muet. Dans la version originale espagnole, il faut attendre vingt minutes avant d'entendre le premier dialogue, et les dialogues suivants sont rares et brefs [...]. Franco s'appuie presque uniquement sur les images et conduit son récit sans bavardage intrusif. » Réaliser un film quasiment muet est encore une manière de prendre le contre-pied des Nuits de Dracula, film dans lequel dialogues et monologues étaient très importants (et parfois filmés dans des séquences très soignées, comme le monologue au cours duquel Dracula « raconte le passé guerrier de ses ancêtres » - une séquence dont Franco était satisfait).
Dracula prisonnier de Frankenstein n'est pas seulement un film fait en réaction contre un autre. C'est aussi un film représentatif de ce que tente le cinéaste dans la plupart de ses réalisations du début des années 1970 : « J'essaie de faire un cinéma anarchiste et inventif, déclarait Franco en 1974, en demandant au spectateur de collaborer un peu et en racontant les histoires d'une manière plus elliptique, d'une manière qui correspond mieux à la littérature et au théâtre actuels. »

## Production
Dracula prisonnier de Frankenstein est le cinquième et avant-dernier film produit par la société Prodif. Cette maison de production avait déclaré son siège à Vaduz, la capitale du Liechtenstein, vraisemblablement pour des raisons fiscales. D'où le fait que le Liechtenstein fasse partie des pays d'origine du film. Selon Alain Petit, « il est aujourd'hui quasiment certain » que cette société a été créée par Jess Franco lui-même en association avec Karl Heinz Mannchen et Guy Gibert, le mari de Josyane Gibert (qui joue le rôle de la chanteuse de cabaret dans Dracula prisonnier de Frankenstein). Entre 1969 et 1972, Prodif a permis à Franco de produire, souvent avec de très petits budgets, certains de ses films les plus personnels d'alors, : Les cauchemars naissent la nuit, Eugénie de Sade et Une vierge chez les morts-vivants.
Pour Dracula prisonnier de Frankenstein, le cinéaste a disposé d'un budget, modeste sans doute, mais plus important que pour les trois précédentes productions Prodif. Il a en effet bénéficié de l'apport de trois autres maisons de production : une portugaise (Interfilme), une espagnole (Fenix Film) et une française (CFFP, la société de Robert de Nesle).

## Musique

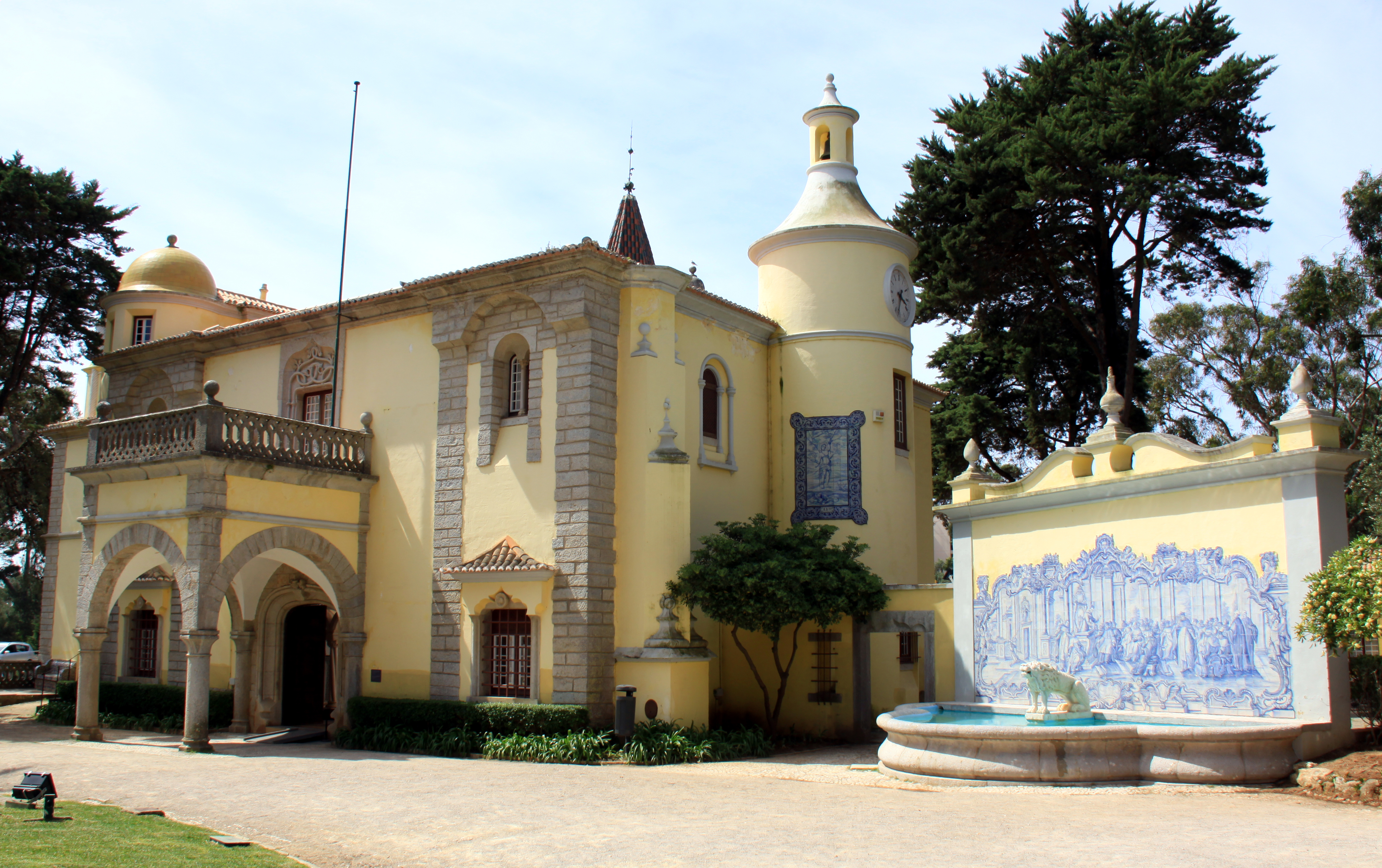
Le Palácio dos Condes de Castro Guimarães (photographie prise en avril 2010 par MartinPutz). Le palais sert de décor pour la clinique du docteur Seward dans Dracula prisonnier de Frankenstein.

La musique de Bruno Nicolai utilisée dans Dracula prisonnier de Frankenstein n'a pas été composée pour le film. Il s'agit d'extraits des bandes originales de deux réalisations antérieures de Franco : Justine ou les infortunes de la vertu et Les Nuits de Dracula,.
Également crédité à la musique, Daniel White aurait composé, sur des paroles en français, la chanson chantée dans la séquence du cabaret.

## Versions
Il existerait plusieurs versions du film, dans lesquelles les actrices seraient plus ou moins dénudées,. Celle qui a été exploitée en salles en France (comme celles qui ont été par la suite éditées en VHS, en DVD ou en Blu-ray, en Espagne ou aux États-Unis) est la version sans nudité.
Le film a été tourné en techniscope,. Les versions proposées sur DVD sont au rapport de forme 1,85:1, et ne respectent donc pas le format large initial (2,35:1). Avant l'édition du film en Blu-ray, il fallait se procurer une VHS japonaise ou un LaserDisc pour pouvoir apprécier la manière dont Franco utilise ici le format large. Comme l'écrit Robert Monell en s'appuyant sur des propos du cinéaste, celui-ci « voulait que la droite, la gauche et le centre du champ aient la même importance et soient reliés par le flux de l'action. Ce principe, associé à une utilisation agressive du zoom, ne fonctionne que si le film est vu dans son rapport correct de 2,35:1. Vus en plein écran ou recadrés en pan and scan, les plans semblent composés de manière maladroite et confuse. Mais ce n'est pas le cas. C'est l'une des œuvres les plus soigneusement composées et visuellement expérimentales de Franco. »

## Accueil critique
Dracula prisonnier de Frankenstein est mal accueilli par la critique française lorsqu'il est montré au festival de Sitges en 1972, puis lors de sa sortie en salles,. En France, le film conservera une mauvaise réputation pendant plusieurs années. C'est dans les pages de L'Écran fantastique qu'il est le plus violemment attaqué. « On demeure confondu devant tant de nullité ! », s'exclame Pierre Gires dans sa recension des films montrés au festival de Sitges. « Quel salmigondis indigeste, quel gaspillage de pellicule (mais non de talent, car de talent, il n'est pas question ici !). Bien dévalué depuis Noblesse oblige, Dennis Price est un Docteur Frankenstein bouffi et inexpressif ranimant un monstre vaguement karloffien qui combattra un wolf-man au maquillage ridicule, cependant que ce pauvre Dracula, encombré d'une épouse hélas ressuscitée avec lui, saignera quelques jouvencelles hurlantes avec force grimaces hilarantes [...]. Tout cela au service d'un scénario d'une rare ineptie : bref, le naufrage total. » Dracula prisonnier de Frankenstein est, ajoute Gires, « une agression inexcusable commise sur nos chers monstres ». En 1981, le critique revient sur le film - selon lui un hommage « totalement raté » aux films d'épouvante produits par la Universal : « James Whale ne méritait pas un tel châtiment posthume, ni Karloff qu'un grand escogriffe s'efforce vainement d'imiter, ni encore moins Lugosi dont Howard Vernon ridiculise le personnage à un point que l'on n'aurait pas cru possible. Quant au loup-garou, il est fort heureusement à peine aperçu, comme s'il avait honte de figurer dans cet immonde ragoût capable à lui seul de détourner le plus indulgent des spectateurs vers le plus proche vomitorium. » Dans Écran, un critique anonyme affirme que de tous les cinéastes qui exploitent « les monstres défraichis », Jess Franco est « le pire ». Dans Cinéma 73, Michel Grisolia qualifie Dracula prisonnier de Frankenstein de « chose complètement obscure où rien, absolument, ne se passe, que quelques zooms destinés à brouiller un semblant de piste » ; il reproche également au cinéaste d'avoir tourné dans un « décor unique » (alors que Franco a manifestement accordé beaucoup d'attention aux décors). Dans Mad Movies, Jean-Pierre Putters, plus sobre, se contente de qualifier le film d'« incompréhensible ». Dans Fiction, Alain Garsault, plus précis, déplore l'incohérence et « l'action [...] simpliste » du film. Le cinéaste, écrit-il, « accumule avec une incohérence évidente les péripéties-types, les cadrages alambiqués, les coups de zoom intempestifs. Le même plan d'un château noyé dans une brume qui ne se manifeste jamais ailleurs revient ponctuer le récit quand Franco ne sait quoi filmer. [...] [Quant au personnage de la femme vampire,] vaguement inspiré par Carol Borland, [...] [il] n'est jamais nommé, son existence jamais expliquée, ses allées et venues jamais perçues par les autres personnages. Elle semble provenir d'un autre film. »

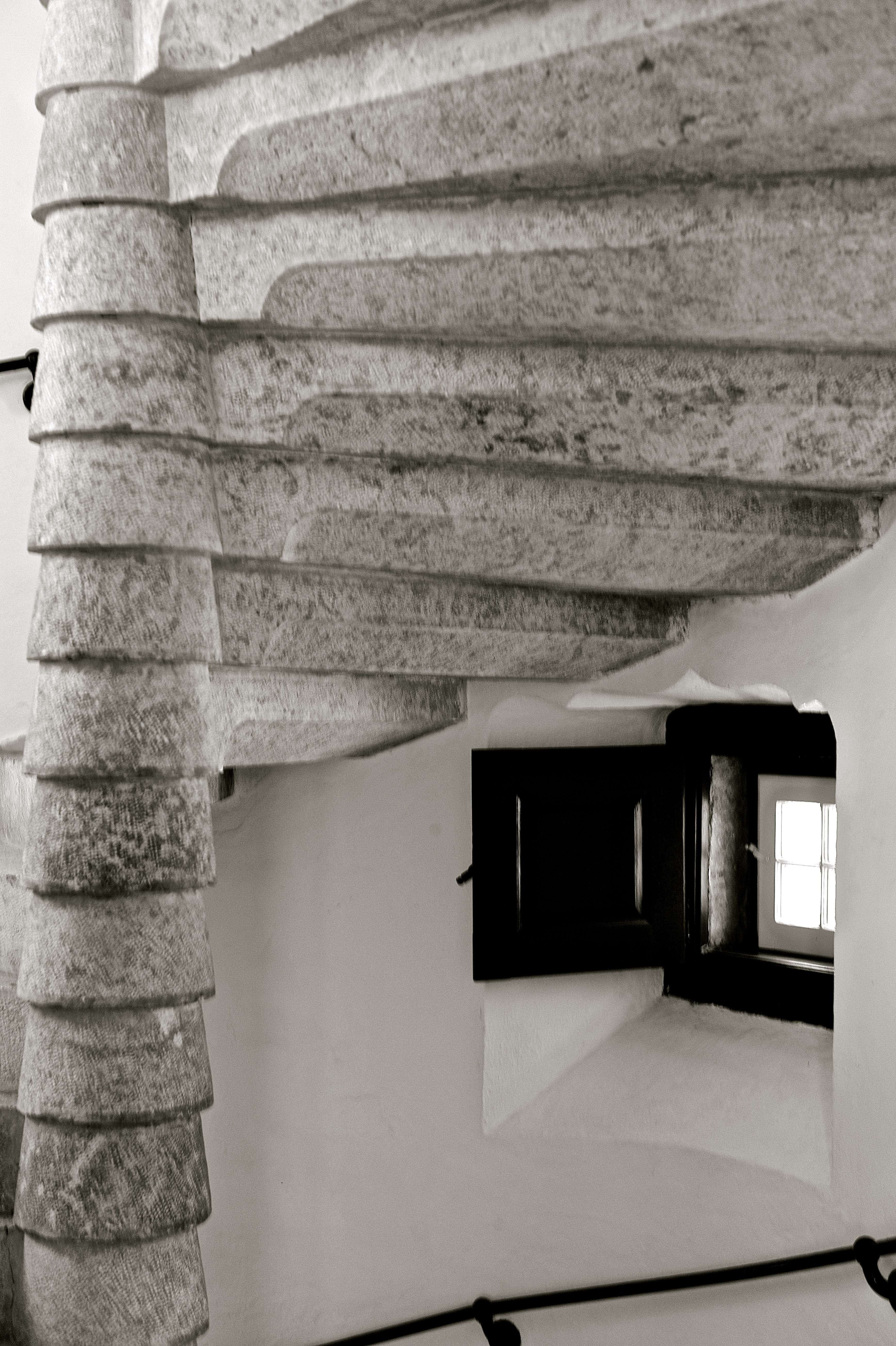
Un escalier du Palácio dos Condes de Castro Guimarães (photographie prise en juillet 2013 par Pedro Ribeiro Simões). Dans Dracula prisonnier de Frankenstein, le docteur Seward monte cet escalier à vis chaque fois qu'il visite sa patiente.

Dans La Revue du cinéma/Image et son, Paul Vecchiali est plus nuancé. S'il reproche lui aussi à Franco d'accumuler sans chercher la cohérence (« Jess Franco entasse les éléments fantastiques sans essayer de les ordonner ni de les comprendre »), il lui reconnaît d'autre part « un goût certain dans le choix des décors, des couleurs et des interprètes féminins ». Cela le pousse à s'interroger : « Ce film de cinéphile hystérique de l'horreur ne manque pas de charme finalement mais pourquoi tant d'efforts, pourquoi tant de recherches esthétiques, lorsque le minimum n'est pas fourni au niveau des thèmes et de l'anecdote ? »
Les admirateurs du cinéaste comme Jean-Pierre Bouyxou,,, Alain Petit, Carlos Aguilar, Ramón Freixas et Joan Bassa, Tim Lucas, Robert Monell ou Stephen Thrower ont par la suite nettement défendu le film. Pour Jean-Pierre Bouyxou, il s'agit d'un retour au mythe, « à la fois diurne [...] et gothique [...], sublimé par une visible et lyrique joie de filmer, la dynamique de l'image naissant de sa propre spontanéité ». Dracula prisonnier de Frankenstein, écrira-t-il près de vingt ans plus tard, compte parmi les films « les plus lyriques, les plus déconcertants et les plus beaux » de la carrière de Franco. Pour Alain Petit, « le caractère visiblement impromptu de certaines scènes trahit ce besoin vital de liberté, en même temps que la fièvre créatrice qui ronge Jess Franco en ce début des années 1970 et qui l'amènera à signer douze films en une année... Cette réalisation à l'emporte-pièce donne au film une grande mouvance convenant tout à fait à la folie du propos. D'aucuns ont cru voir dans ce manque de rigueur, à l'évidence voulu par l'auteur, un laisser-aller, un "j'm'en-foutisme" inadmissible. À chacun son opinion... » Pour Tim Lucas, Dracula prisonnier de Frankenstein est le film que « Murnau aurait pu faire si la Universal lui avait commandé La Maison de Frankenstein en lui donnant de la pellicule couleur ».
Jean-François Rauger programme Dracula prisonnier de Frankenstein pour la première fois à la Cinémathèque française le 21 janvier 1994 dans le cadre des séances de "cinéma bis". Le film y est montré avec Les Expériences érotiques de Frankenstein, en présence de l'acteur Howard Vernon. Il s'agit du premier double-programme de la Cinémathèque française consacré à Jess Franco. Le texte du flyer se conclut sur une idée que Rauger reprendra dans la présentation de la rétrospective consacrée, pendant l'été 2008, aux films du cinéaste : « Le cinéma de Franco est un cinéma contemporain de la modernité. Il survient alors que la croyance fondamentale du spectateur disparaît. Sans se soucier d'inventer de nouvelles mythologies, Franco se contente de les dénuder, de détruire le récit pour ne restituer que des figures de rhétorique, avec un sens du lyrisme qui n'appartient qu'à lui ». Dracula prisonnier de Frankenstein est donc à l'origine de la redécouverte et de la réévaluation progressives des films de Franco en France, tendance qui aboutira à la rétrospective de 2008.